# Spezieria di Santa Maria della Scala
L'Antica Spezieria di Santa Maria della Scala è sita in piazza della scala 23 presso la chiesa di Santa Maria della Scala a Roma, nel rione Trastevere.

## Storia
Istituita nella seconda metà del Cinquecento, e una delle più antiche di Roma, la spezieria di Santa Maria della Scala era il luogo dove i romani si recavano per trovare rimedi alle proprie malattie anche se in origine l'uso era riservato, secondo la regola dell'ordine, ai soli frati carmelitani scalzi che la gestivano; aperta al pubblico alla fine del Seicento ha continuato ininterrottamente a elaborare i prodotti galenici fino al 1954, quando i carmelitani scalzi, studiosi di chimica e ricercatori scientifici, abbandonarono la produzione dei loro preparati che realizzavano coltivando le spezie nei giardini del convento. Dopo il 1954 la farmacia si trasferisce al pian terreno del convento e precisamente all'interno del chiostro, che fu modificato per accoglierla. Negli anni '80 la farmacia viene ceduta ad un privato ed è tuttora aperta al pubblico. Di recente anche la spezieria storica è stata riaperta al pubblico come museo ed è visitabile previo appuntamento.
Lo studio dei frati sulle spezie arrivò a tale fama che, come rilevabile da un dipinto nell'atrio della farmacia in cui è rappresentato "fra Basilio della Concezione (1727-1804) che impartisce lezioni ad un gruppo di discepoli", fu aperta una scuola per tutti, frati e laici; parimenti la spezieria acquisì notevole prestigio tanto da divenire la "farmacia dei Papi" che, beneficiando dei suoi preparati sin dal tempo di Pio VIII, le concessero privilegi purché, come ebbe a stabilire Gregorio XVI, i "capi-speziali si munissero dell'alta matricola, i giovani e i subalterni della bassa".
Una delle pozioni preparate dalla spezieria era la theriaca preparata fino alla metà del secolo scorso. Tra gli altri rimedi della spezieria vi è l'Acqua della Scala, una lavanda antinevralgica usata per le malattie delle prime vie respiratorie, i dolori reumatici e le allergie, l'acqua di melissa, usata come calmante, e l'acqua della Samaritana, un disinfettante.

## I locali
Gli ambienti della spezieria sono invariati dal 1700 e così articolati:

### Sala delle vendite
In questa sala vi sono scaffali lignei ove sono ancora custoditi gli attrezzi originari, tra l'altro: vasi, rocchetti, torrette di distillazione ed alcune boccette che contengono la teriaca (o, secondo altre fonti, theriaca). Il soffitto è ricoperto di tendaggi dipinti e dorati. Su uno degli scaffali vi è un ritratto di santa Teresa d'Avila.

### Una sala dietro il bancone di vendita
In questa sala si custodivano delle sostanze elementari in alcune scatole in legno di sandalo che non venivano attaccate dai tarli. Sulle ante degli armadi sono dipinti alcuni medici famosi dell'antichità tra cui Ippocrate, Galeno e Avicenna.

### Il laboratorio
Nel laboratorio erano preparati i distillati per le medicazioni.

### Una stanzetta presso il laboratorio
In questa stanzetta è una sterilizzatrice e un attrezzo atto a trasformare i medicamenti in pillole.